# ألكسندر أوديغارد
ألكسندر أوديغارد (بالبوكمول: Alexander Ødegaard) هو لاعب كرة قدم نرويجي في مركز نصف الجناح، ولد في 13 سبتمبر 1980 في فورده في النرويج. شارك مع Norway national under-15 association football team ‏ ومنتخب النرويج تحت 16 سنة لكرة القدم ومنتخب النرويج تحت 17 سنة لكرة القدم ومنتخب النرويج تحت 18 سنة لكرة القدم ومنتخب النرويج تحت 19 سنة لكرة القدم ومنتخب النرويج تحت 20 سنة لكرة القدم ومنتخب النرويج تحت 21 سنة لكرة القدم ومنتخب النرويج لكرة القدم. أما مع النوادي، فقد لعب مع نادي روسنبورغ ونادي سوغندال لكرة القدم ونادي فيكينغ ونادي ميتز.

## وصلات خارجية
- ألكسندر أوديغارد على موقع اتحاد النرويج (النرويجية)
- ألكسندر أوديغارد على موقع قاعدة بيانات كرة القدم.إي يو (الإنجليزية)
- ألكسندر أوديغارد على موقع ليكيب (الفرنسية)
- ألكسندر أوديغارد على موقع ناشيونال فوتبول تيمز (الإنجليزية)
- ألكسندر أوديغارد على موقع Soccerway.com (الإنجليزية)